# Apoorva Lakhia
Apoorva Lakhia – indyjski reżyser.
Na początku kariery filmowej był asystentem reżysera u sławnych w Indiach reżyserów z ambicjami społecznymi. Pracował dla  Ashutosh Gowarikera' przy  filmie Lagaan (2001) i dla Mira Nair przy Kama Sutra – A Tale Of Love (1996). Był też asystentem reżysera przy takich produkcjach hollywoodzkich jak  The Ice Storm (w reżyserii Ang Lee), A Perfect Murder (z Michael Douglasem) czy Addicted to Love (z Meg Ryan).
Jako reżyser zadebiutował w  2002 roku  filmem Mumbai Se Aaya Mera Dost. Jego drugi film z 2005 roku  Ek Ajnabee z Amitabh Bachchanem w roli głównej był remakiem hollywoodzkieggo  filmu Man on Fire (z Denzel Washingtonem). Jego trzeci film Shootout at Lokhandwala z  2007 to film z gwiazdorską obsadą bazujący na prawdziwej historii mumbajskich gangsterów Maya Dolas i Dilip Buwa. Pod koniec 2007 roku wyreżyserował jedno z opowiadań ("Sex on the Beach") w filmie Dus Kahaniyaan. Teraz pracuje nad filmem Mission Istanbul, w obsadzie którego są Vivek Oberoi, Sunil Shetty, Shriya Saran i Zayed Khan.sify.com

## Filmografia

### Reżyser
1. Mission Istanbul (2008) (w produkcji)
2. Dus Kahaniyaan (2007) (odcinek "Sex on the Beach")
3. Shootout at Lokhandwala (2007)
4. Ek Ajnabee (2005)
5. Mumbai Se Aaya Mera Dost (2003)

### Scenarzysta
1. Mission Istanbul (2008)
2. Shootout at Lokhandwala (2007)
3. Ek Ajnabee (2005)
4. Mumbai Se Aaya Mera Dost (2003)

### Asystent reżysera
1. Lagaan (2001) (pierwszy  asystent reżysera)
2. Kama Sutra: A Tale of Love (1996) (drugi asystent reżysera )